# Spirorbis mutabilis
Spirorbis mutabilis är en ringmaskart som beskrevs av Bush 1905. Spirorbis mutabilis ingår i släktet Spirorbis och familjen Serpulidae. Inga underarter finns listade i Catalogue of Life.